# Leucauge regnyi
Leucauge regnyi là một loài nhện trong họ Tetragnathidae.
Loài này thuộc chi Leucauge. Leucauge regnyi được Eugène Simon miêu tả năm 1897.